# 236129 Oysterbay
236129 Oysterbay este o planetă minoră (asteroid) din centura de asteroizi. A fost descoperită pe 1 octombrie 2005 la Catalina Station⁠(d) de Catalina Sky Survey. 
Obiectul prezintă o orbită caracterizată de o semiaxă mare de 2,2210922380239 UAi, o excentricitate de 0,1852067608483, o înclinație de 2,9109211131946 ° în raport cu ecliptica.